# Stampedo
 Ovo je glavno značenje pojma Stampedo. Za druga značenja pogledajte Stampedo (razdvojba).
Stampedo je čin životinja u krdu ili većih skupina ljudi tijekom kojeg krdo ili skupina ljudi kolektivno počinje trčati bez točno određenog smjera ili svrhe. Vjeruje se da potječu od bioloških procesa u mozgu i endokrinom sustavu kao instinkt preživljavanja koji se razvio zbog učinkovitijeg bježanja od grabežljivaca.
Veliki stampedo učinkovito uništava sve pred sobom. Kad je riječ o životinjama s farme, upravljači krdom, katkad zvani kaubojima, usmjeravaju krdo u kružni trk kako se ne bi ozlijedilo padom s litice ili u rijeku, ili uništilo ljudske nastambe.
Najrazorniji nedavni stampedo zbio se 25. siječnja 2005. godine u hramu Mandher Devi u Mandhradeviju.